# Wendell Smallwood
Wendell Lynn Smallwood Jr. (Wilmington, 20 gennaio 1994) è un giocatore di football americano statunitense che milita nel ruolo di running back per i Pittsburgh Steelers della National Football League (NFL).

## Carriera professionistica

### Philadelphia Eagles
Smallwood al college giocò a football alla West Virginia University dal 2013 al 2015. Fu scelto nel corso del quinto giro (153º assoluto) nel Draft NFL 2016 dai Philadelphia Eagles. Debuttò come professionista nel primo turno contro i Cleveland Browns. Due settimane dopo segnò il suo primo touchdown su corsa nella vittoria sui Pittsburgh Steelers, in cui corse un massimo stagionale di 79 yard. Nella settimana 6 segnò il suo primo touchdown su ritorno di kickoff contro i Washington Redskins. Il 12 dicembre 2016 fu inserito in lista infortunati, chiudendo la sua stagione da rookie con 312 yard corse.

### Washington Redskins
Nel 2019 Smallwood firmò con i Washington Redskins.

### Pittsburgh Steelers
Il 28 luglio Smallwood firmò con i Pittsburgh Steelers.

## Palmarès

### Franchigia
- Super Bowl : 1

Philadelphia Eagles: LII
- National Football Conference Championship: 1

Philadelphia Eagles: 2017

## Statistiche
| Partite totali      | 13  |
| Partite da titolare | 3   |
| Yard corse          | 312 |
| Touchdown su corsa  | 1   |

Statistiche aggiornate alla stagione 2016